# Potamopyrgus oscitans
Potamopyrgus oscitans é uma espécie de gastrópode  da família Hydrobiidae.
É endémica da Austrália.